# Јутско преријско куче
Јутско преријско куче или јутски преријски пас (лат. Cynomys parvidens, енгл. Utah prairie dog) је сисар из реда глодара и породице веверица (Sciuridae). 

## Распрострањење
Ареал врсте је ограничен на једну државу. Сједињене Америчке Државе су једино познато природно станиште врсте.

## Станиште
Станишта врсте су планине, травна вегетација, брдовити предели, речни екосистеми, умерено травнати екосистеми и саване и жбуновита вегетација.

## Начин живота
Јутски преријски пас прави подземне пролазе.

## Угроженост
Ова врста се сматра угроженом.